# Tribunal gacaca
El tribunal gacaca (ɡɑtʃɑtʃɑ) és un sistema de justícia comunitaria inspirat en la tradició ruandesa, on gacaca pot ser traduït com a justícia entre l'herba. Aquesta justícia tradicional comunal va ser adaptada el 2001 per adaptar-se a les necessitats de Ruanda arran del genocidi de Ruanda de 1994 on s'estima que 800.000 persones foren assassinades, torturades i violades. Després del genocidi, el nou govern del Front Patriòtic Ruandès es va esforçar per aplicar la justícia en una escala massiva, i desenvolupar això només significa detenció i persecució de les més de 100.000 persones acusades de genocidi, crims de guerra i crims contra la humanitat relacionats. Pel 2000, aproximadament 130.000 suposats perpetradors del genocidi poblaren les presons de Ruanda (Reyntjens & Vandeginste 2005, 110). Utilitzant el sistema de justícia de Ruanda, el judici d'aquest nombre massiu de presumptes responsables a Ruanda duraria uns 100 anys durant els quals l'economia ruandesa podria entrar en fallida perquè una part massiva de la seva població estaria a la presó en espera de judici. Per aquesta raó van escollir adaptar i crear un sistema de justícia a gran escala, que treballava al costat del Tribunal Penal Internacional per a Ruanda, per tal de curar com a poble i prosperar com a país.
En resposta, Rwanda va implementar el sistema de tribunals Gacaca, que evolucionava necessàriament per adaptar-se a la situació de les TIC formulari abans del compliment de la llei municipal procediments tradicionals culturals. Els tribunals gacaca són un mètode de justícia transicional i estan dissenyats per promoure la curació comunal i la reconstrucció arran del genocidi de Ruanda. Ruanda s'ha centrat especialment
en la reconstrucció de la comunitat posant la justícia en mans dels ciutadans de confiança. Tanmateix el sistema ha estat criticat per diverses fonts, inclòs el Survivors Fund, que representa als supervivents del genocidi, pel perill que suposa per als supervivents i hi ha un nombre d'informes de supervivents dirigits a donar proves als tribunals. No obstant això, el govern ruandès manté l'èxit dels tribunals gacaca citant el seu èxit actual com a país.

## Història de gacaca
A la Ruanda del segle xvii, abans de la colonització, la nissaga i família extensa (umuryango), que abastava diverses llars (inzu) va ser la principal unitat d'organització social dins la societat ruandesa. L'estatus de la gent en famílies era basada en l'edat i el sexe de la persona. Només homes casats d'edat, sense els seus pares vius, eren independents, mentre que tots els altres, especialment dones, eren dependents del que dictaven els homes. El llinatge familiar controla els matrimonis arreglats, les tradicions ancestrals i les cerimònies, el pagament o recuperació dels deutes, i va ser la font principal de la seguretat per la gent.
El govern sobre aquests llinatges eren els reis (mwami). A Ruanda els reis van governar diverses seccions de Ruanda. El rei, dins de la societat ruandesa, encarnava el poder, la justícia, i el coneixement i va ser el mediador de qualsevol disputa important dins la seva àrea. No obstant això, abans que les disputes arribessin als reis, eren escoltats localment per homes savis en el que es referia com a gacaca.
El nom gacaca deriva de la paraula kinyarwanda umucaca que significa "una planta tan suau on la gent prefereix seure-hi en comptes de recollir-la." Originalment, les reunions gacaca estaven destinats a restablir l'ordre i l'harmonia dins de les comunitats mitjançant el reconeixement d'errors i restaurant la justícia als que eren víctimes.
Tanmateix, amb la colonització de Ruanda i l'arribada dels sistemes jurídics occidentals, la societat ruandesa va començar a canviar totalment. Amb aquesta implementació i ús dels sistemes legals occidentals, els ruandesos van començar a tractar les seves disputes. Al seu torn, els reis i els savis aviat van començar a perdre la seva legitimitat dins de la societat ruandesa. I amb aquesta pèrdua de legitimitat, els tribunals gacaca va començar a disminuir en nombre.

## Gacaca després del genocidi
Després de la conclusió del genocidi de Ruanda, el nou govern de Ruanda estava tenint dificultats per jutjar als aproximadament 130.000 presumptes autors de genocidi. Originalment, els perpetradors del genocidi havien de ser jutjats en el Tribunal Penal Internacional per a Ruanda (TPIR); tanmateix, la gran quantitat de perpetradors van fer que sigui molt improbable que tots fossin condemnats.
Atès que no hi havia recursos suficients per a l'organització de tribunals del primer món, el sistema gacaca havia de ser preferit com a única alternativa per a les comunitats locals que podrien haver buscat revenja.
Per fer front a aquest problema, es van instal·lar els tribunals gacaca, que tenien per objectiu:
- Establir la veritat sobre el que va passar
- Accelerar els processos legals per als acusats de delictes de genocidi
- Erradicar la cultura de la impunitat
- Reconcilia els ruandesos i reforça la seva unitat
- Utilitzar les capacitats de la societat ruandesa per tractar els seus problemes a través d'un sistema judicial basat en el costum de Ruanda.

La categorització dels tribunals gacaca a Ruanda es basa en el concepte d'una cèl·lula i un sector. Una cel·la equival a una petita comunitat mentre que un sector és equivalent a un petit grup de cel·les que formen una vila. Dins d'aquestes dues categories, hi va haver 9.013 cel·les i 1.545 sectors, amb més de 12.103 tribunals gacaca establerts a nivell nacional. Les reunions gacaca eren presidides pels jutges coneguts com a inyangamugayo. Aquests jutges són nomenats per un consell de nou persones. Durant el procés gacaca es van produir dues fases. A partir del 2005-2006, es va obtenir informació dels acusats de totes les cel·les gacaca. El nombre aproximat d'aquells que foren acusats era de 850.000 dels quals 50.000 havien mort.
La categorització dels delictes comesos per aquests 850.000 és la següent:

### Juny 2004–Març 2007
| Tipus                                                     | Categoria 1 | Categoria 2 (1r & 2n)                                                         | Categoria 2 (3r)                                                             | Categoria 3                                      |
| --------------------------------------------------------- | --- | ----------------------------------------------------------------------------- | ---------------------------------------------------------------------------- | ------------------------------------------------ |
| Crim:                                                     | 1. Planificadors, organitzadors, supervisors, capitosts 2. Persones que han ocupat càrrecs de lideratge 3. Aspectes coneguts 4. Torturen 5. Violadors 6. Persones que van cometre actes deshumanizants contra un cos mort | 1. "Assassins ordinaris" en atacs greus 2. Aquells que es comprometen a matar | 3. Els que hagin comès atacs contra altres persones, sense intenció de matar | Els que van cometre delictes contra la propietat |
| Tribunal:                                                 | Cort Ordinària | Sector Gacaca                                                                 | Sector Gacaca                                                                | Cel·la Gacaca                                    |
| Sentència:                                                | Sense dades | Sense dades                                                                   | Sense dades                                                                  | Sense dades                                      |
| Sense confessió:                                          | Pena de mort o cadena perpètua | 25-30 anys                                                                    | 5-7 anys                                                                     | Reparació civil                                  |
| Confessió abans de l'aparició a la llista de sospitosos   | 25-30 anys | 7-12 anys                                                                     | 1-3 anys                                                                     | Reparació civil                                  |
| Confessió després de l'aparició a la llista de sospitosos | 25-30 anys | 7-12 anys                                                                     | 1-3 anys                                                                     | Reparació civil                                  |
| Sentència accessòria                                      | Pèrdua de drets civils total i perpètua | Pèrdua permanent d'una llista de drets civils                                 | /                                                                            | /                                                |

### Març 2007 endavant
| Tipus:                                                    | Categoria 1                                                 | Categoria 2 (1r, 2n, & 3r)                                                                            | Categoria 2 (4t i 5è)                                                                                                | Categoria 2 (6è)                               | Categoria 3                                      |
| --------------------------------------------------------- | ----------------------------------------------------------- | --- | --- | ---------------------------------------------- | ------------------------------------------------ |
| Crim:                                                     | 1.. Persones que han ocupat llocs de lideratge 2. Violadors | 1. Assassinats coneguts 2. Tortura 3. Persones que van cometre actes deshumanizants contra un cadàver | 1. "Assassins ordinaris" en atacs greus 2. Els que van cometre atacs per matar però sense aconseguir aquest objectiu | Els que han comès atacs contra altres persones | Els que van cometre delictes contra la propietat |
| Tribunal:                                                 | Cort Ordinària                                              | Sector Gacaca                                                                                         | Sector Gacaca | Sector Gacaca                                  | Cel·la Gacaca                                    |
| Sentència:                                                | Sense dades                                                 | Sense dades                                                                                           | Sense dades | Sense dades                                    | Sense dades                                      |
| Sense confessió:                                          | Pena de mort o cadena perpètua                              | 30 anys o cadena perpètua                                                                             | 15-19 anys | 5-7 anys                                       | Reparació civil                                  |
| Confessió abans de l'aparició a la llista de sospitosos   | 20-24 anys                                                  | 20-24 anys                                                                                            | 8-11 anys | 1-2 anys                                       | Reparació civil                                  |
| Confessió després de l'aparició a la llista de sospitosos | 25-30 anys                                                  | 25-29 anys                                                                                            | 12-14 anys | 3-4 anys                                       | Reparació civil                                  |
| Sentència accessòria                                      | Pèrdua permanent d'un nombre de drets civils                | Sense confessió: pèrdua permanent - Confessió: pèrdua temporal d'una llista numerada de drets civils  | Sense confessió: pèrdua permanent - Confessió: pèrdua temporal d'una llista numerada de drets civils                 | /                                              | /                                                |

Nombre aproximat de persones que han estat jutjades en aquestes tres categories:
- Categoria 1: 77.269
- Categoria 2: 432,557
- Categoria 3: 308.739